# Vindingevals (film)
Vindingevals är en svensk färgfilm från 1968 i regi av Åke Falck. I rollerna ses bland andra Georg Rydeberg, Keve Hjelm och Diana Kjaer.

## Om filmen
Filmens förlaga var romanen Vindingevals från 1956 av Artur Lundkvist, vilken bearbetades till filmmanus av Falck och Lars Widding. Inspelningen ägde rum i Filmstaden Råsunda, Österbybruk, Ängelholm samt i Zagreb i forna Jugoslavien, nuvarande Kroatien. Fotograf var Mac Ahlberg, musikkompositör Georg Riedel och klippare Ingemar Ejve. Filmen premiärvisades den 23 september 1968 på biografen China i Stockholm. Den var 99 minuter lång och tillåten från 15 år.
Lundkvist var inte nöjd med Falcks arbete att överföra romanen till filmduken. I en intervju med Aftonbladet 1968 sade Lundkvist om Falck: "Hur kan han missa allting till den grad! Man skulle tro att han är sjuk eller befinner sig i kristillstånd."

## Handling
Handlingen utspelar sig under 1920-talet i den lilla byn Vindinge i södra Sverige.

## Rollista
- Georg Rydeberg – herr Håkansson, handelsman
- Keve Hjelm – Australiensaren
- Diana Kjaer – Elvira Kron, flicka
- Erik Hell	– Oskar Kron, hennes far
- Hans Ernback – Gustav Kron, hennes bror
- Gio Petré	– Hanna Urström, predikant
- Kent Andersson – Alexander, taktäckare
- Cay Bond – Linnéa, Håkanssons dotter
- Tina Hedström – Rosa, piga
- Mona Andersson – Doris, hemmadotter
- Peter Lindgren – Söder
- Hans Wahlgren – Janne, Mjölnare Mattsons son
- Mats Olin	– Anders Alm
- Oscar Ljung – Thelander, pastor
- Hans Strååt – Gertson, frikyrkoförsamlingsföreståndare
- Per Oscarsson – Döparen
- Rune Lindström – Mattson, mjölnare
- Naima Wifstrand – gamla damen
- Olle Björling – Bengt, Doris bror
- Britta Holmberg – fru Håkansson
- Stefan Feierbach – Sune, Alexanders son
- Öllegård Wellton – Anders Alms syster
- Inger Juel – Anders Alms syster
- Tommy Nilson – Assar Jonsson, konstnär
- Julie Bernby – fru Jonsson, hans mor
- Anne-Lise Myhrvold – Ida, piga
- Ann-Marie Adamsson – Debora, bussförare
- Gunnel Wadner – äldre dam
- Peter Thelin – Skolmössan
- Claes Esphagen – frälst man
- Curt Ericson – Assar Jonssons far